# Fenomenologia di Mike Bongiorno
Fenomenologia di Mike Bongiorno è un saggio scritto dal semiologo Umberto Eco nel 1961, considerato uno dei primi esempi di critica televisiva, un tópos del pezzo di costume e della ricerca sociologica sulle comunicazioni di massa. Lo scritto è stato pubblicato come parte di un articolo apparso sulla rivista "Pirelli" nell'ambito di un'inchiesta sul rapporto tra televisione e cultura; nel 1963 confluì all'interno del Diario minimo.

Analizzando dal punto di vista semiotico le ragioni del successo del presentatore televisivo italoamericano Mike Bongiorno – già celeberrimo all'epoca della stesura del saggio – viene articolata una disamina degli effetti sociologici prodotti dalla televisione nell'Italia del boom economico, fornendo considerazioni circa l'appiattimento mentale indotto nella massa dei telespettatori da un certo tipo di sottocultura televisiva.
(Umberto Eco)

## Sintesi
Prima ancora di menzionare Mike Bongiorno, la cui fenomenologia viene tracciata a mero pretesto esemplificativo di un concetto, il vero punto focale del saggio viene definito ed esplicitato in esordio dello stesso mediante un'articolata introduzione di piglio sociologico ma del tutto generale, nella quale viene per lo più affrontata la tematica della massificazione mentale quale prodotto del consumismo televisivo e della mediocrità dei modelli cui gli spettatori vengono costantemente blanditi a uniformarsi:
Il successo di Mike Bongiorno diventa dunque argomento di trattazione al fine di determinarne le ragioni dal punto di vista del pubblico: in tal senso l'autore ritiene utile descriverne e commentarne i tratti personali.
Eco procede dunque a delineare un quadro sociologico di estrema meticolosità, nel corso della quale affronta e scandaglia senza alcun risparmio i modi tipici caratterizzanti lo showman nel limite di quanto traspariva dal suo modo di essere televisivo, con particolare attenzione verso le motivazioni della fama di gaffeur che lo accompagnava sin dagli albori della sua carriera:
Pur preoccupandosi di precisare che oggetto dell'indagine "non è l'uomo, ma il personaggio", le conclusioni derivanti dall'analisi di ogni suo lato risultano fatalmente impietose, al limite della brutalità.

## La reazione di Mike Bongiorno
Bongiorno dedicò un intero capitolo della sua biografia, La versione di Mike, al commento di molti passi che lo riguardavano.
Ammise di aver pianto dopo averla letta, in quanto sarebbe potuta essere nociva per la sua carriera, ma soprattutto perché quel giudizio critico di Eco non teneva conto che la sua evoluzione culturale era stata ostacolata dal padre che non gli aveva permesso di iscriversi alla facoltà di legge della Princeton University, dove suo padre stesso, avvocato, aveva conseguito la laurea. Di questo egli aveva molto sofferto e solo nel 2007 aveva coronato il suo sogno con il conseguimento della laurea honoris causa in televisione, cinema e produzione multimediale.
Il presentatore sostenne che Umberto Eco era stato uno degli autori delle domande dello storico quiz Lascia o raddoppia? - cosa che il semiologo ha sempre negato - e che questo saggio fosse per lui solo un modo per farsi pubblicità sfruttando la scia del successo del telequiz; Bongiorno parlò di effetto boomerang, sostenendo che il saggio contribuì notevolmente alla sua popolarità, dato che le grandi masse, attaccate indirettamente, si coalizzarono con lui; Eco, dal canto suo, è stato lungamente perseguitato da domande giornalistiche sulla Fenomenologia, persino in occasione della presentazione dei suoi celebrati romanzi.
La presentatrice televisiva Sabina Ciuffini, valletta di Bongiorno nel quiz Rischiatutto, ricorda invece che durante le prove Bongiorno portava molto spesso con sé una copia del saggio, obbligandola a leggerlo e ammonendola sul fatto che era quello il segreto del loro successo.